# Filosnodato
Il filosnodato o filobus articolato è un filoveicolo adibito al trasporto pubblico urbano, suburbano ed interurbano. È costituito da una motrice legata in modo flessibile ad uno o ad altri due elementi, l'ultimo dei quali presenta sul tetto le aste di captazione per agganciarsi alla doppia linea aerea di presa (cioè bifilare) e fornire l'energia elettrica, a corrente continua, al veicolo.

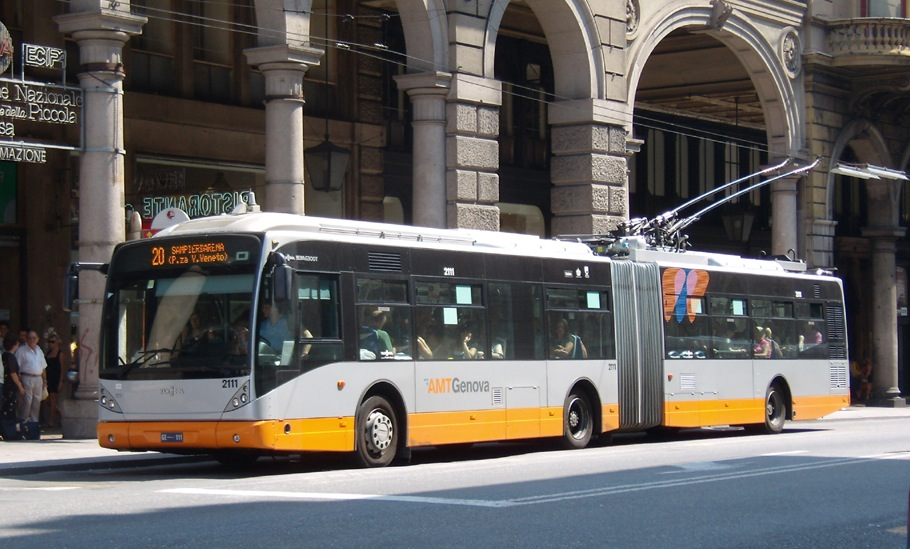
Filosnodato Van Hool New AG300T a Genova.

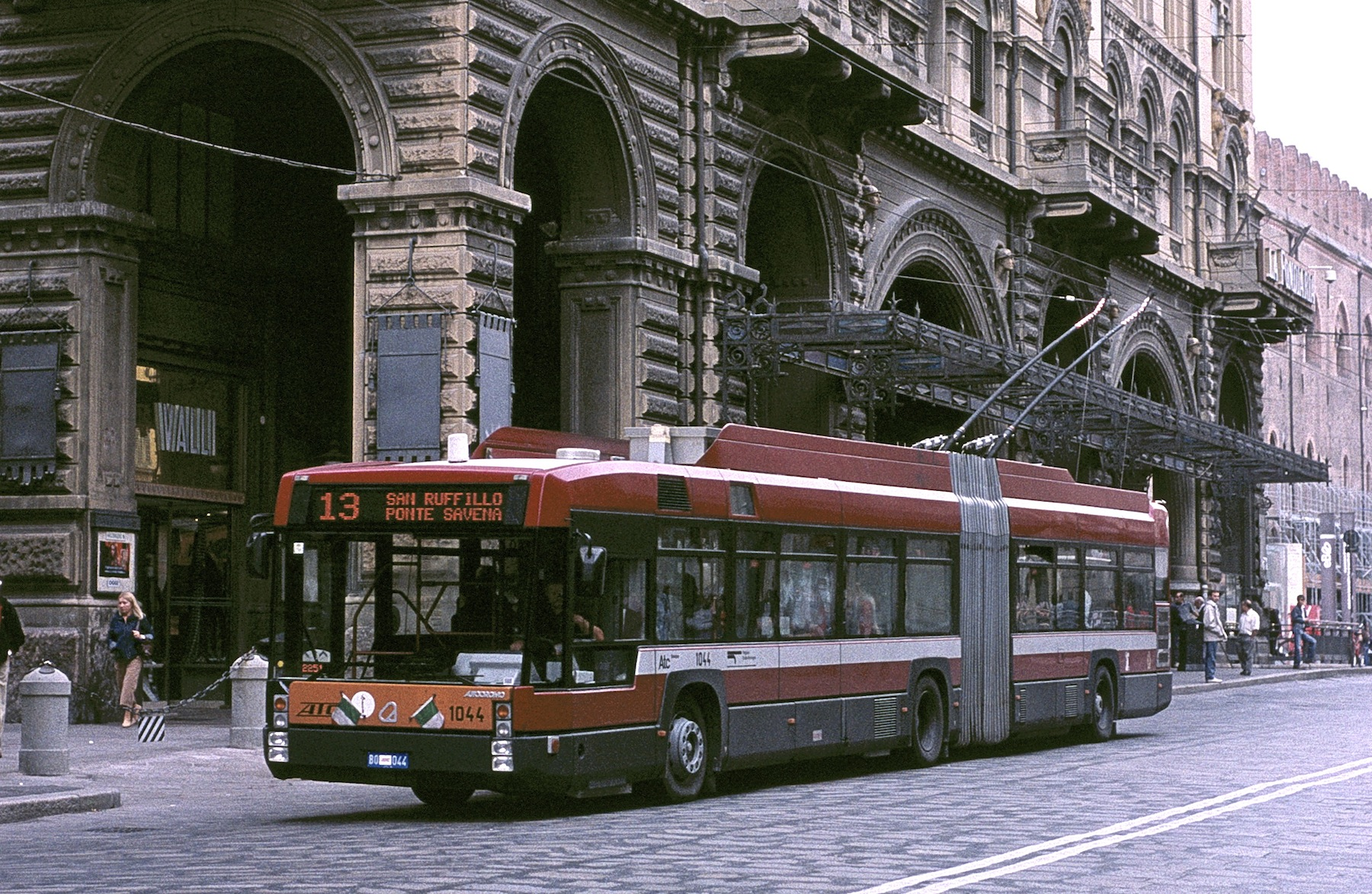
Filosnodato CAM BusOtto a Bologna.

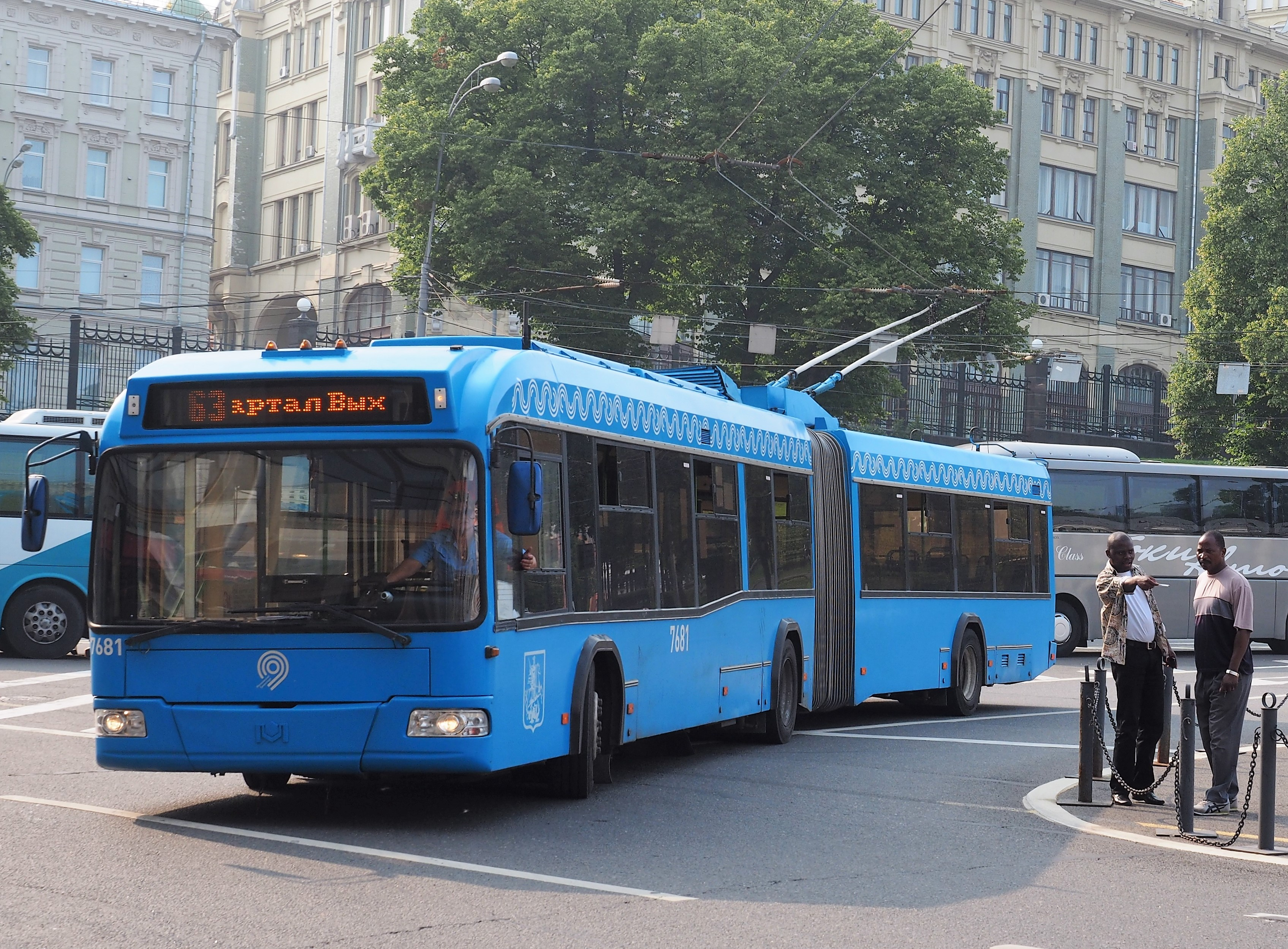
Filosnodato bielorusso BKM-333 operante a Mosca.

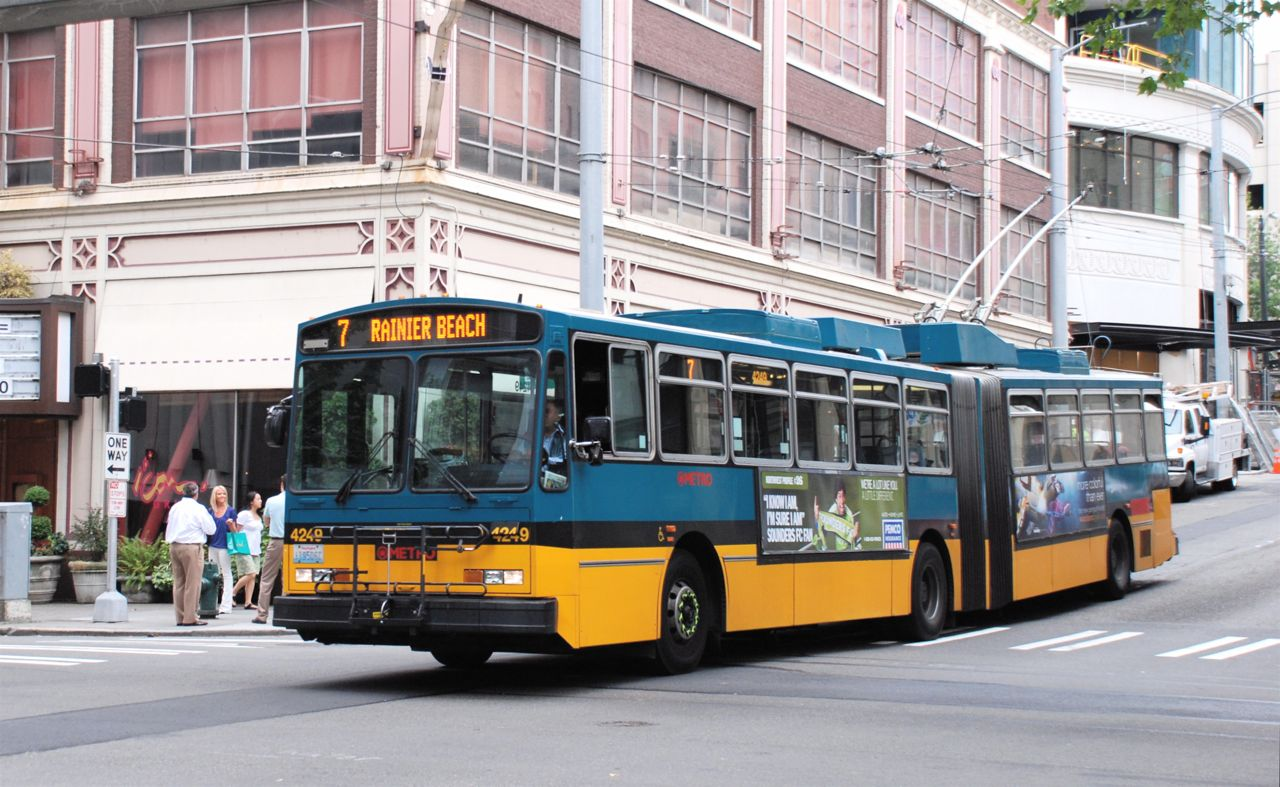
Filosnodato Breda in servizio a Seattle nel 2009.

## Generalità
Nelle grandi città e metropoli lo spostamento di un numero cospicuo di persone concentrate in orari ristretti e prestabiliti, obbliga le aziende di trasporto pubblico a munirsi di vetture capienti, efficienti e possibilmente ecologiche.
Come avviene anche nel settore tranviario, i filobus articolati consentono una capienza doppia di passeggeri rispetto alle vetture semplici, riducendo le file ed i tempi d'accesso alla vettura ed impegnando, in tal modo, meno personale viaggiante.
Le norme dettate dal Codice della strada vigente in Italia consentono la circolazione di vetture articolate con lunghezza complessiva fino a 18 metri, escludendo di fatto i "jumbofilobus" da 24 metri, testati ed approvati in alcune nazioni europee, che forniscono maggiore capienza per le persone.

## Diffusione
I filosnodati sono presenti nei parchi aziendali delle città filoviarie che abbiano come presupposto corsie preferenziali protette o larghe strade di scorrimento e circonvallazioni, dove possono essere positivamente impiegati.

### Italia
Tali vetture sono presenti ad Ancona, Bologna, Genova, Milano, Modena, Rimini, Roma, Parma.
Rete filoviaria di Ancona 
Sono in servizio, dal 18 febbraio 2013, 3 Solaris Trollino da 18 metri, sulla linea 1/4.
 Rete filoviaria di Bologna 
Tper utilizza i suoi Solaris Trollino e filobusotto sulle linee 13, 14, 32 e 33. Sono inoltre entrati in operazione, a partire dal 2016, i nuovi Irisbus Crealis Neo, attualmente omologati sulle linee 13, 14 e 15.
 Rete filoviaria di Genova 
L'AMT ha immesso in servizio, a partire dal 2008, i filosnodati VanHool New AG300T.
 Rete filoviaria di Milano 

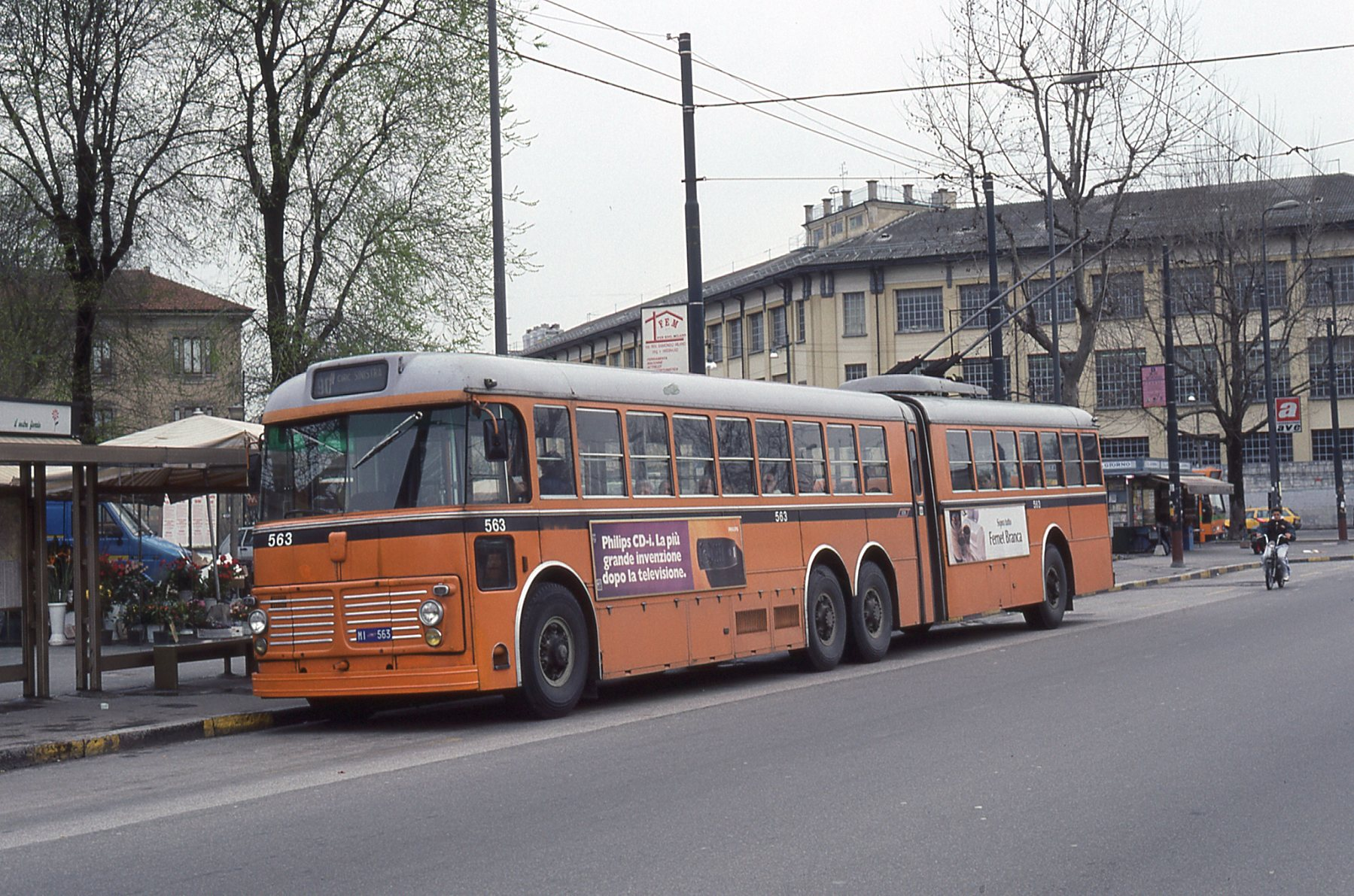
Milano: filosnodato Fiat 2472 Viberti CGE n. 577 sulla linea 91, una volta in forza all'ATM.

L'ATM impiega tradizionalmente filosnodati di vario tipo (Socimi 8843, Bredabus BB4001, Autodromo BusOtto, Irisbus Cristalis) su tutte le linee filoviarie: linee 90 (Circolare destra), 91 (Circolare sinistra), 92 e 93, che compiono un lungo giro attorno alla città.
Nel 2009 sono entrati in servizio anche dei filosnodati VanHool New AG300T, simili a quelli ordinati anche a Genova e a Rimini.
A partire da maggio 2020 sono entrati in servizio i filosnodati Solaris Trollino (con tecnologia IMC), con l'obbiettivo di ritirare dal servizio i filosnodati di vecchia generazione.
Per oltre trent'anni le due linee circolari sono state dominio incontrastato dei Fiat 2472 Viberti CGE.
 Rete filoviaria di Modena 
La SETA di Modena utilizza 10 filosnodati Autodromo BusOtto sulla linea 7 (Gramsci - FF.SS. - Policlinico-Gottardi).
 Rete filoviaria di Rimini 
La Tram Servizi ha ordinato nel 2009 7 filosnodati del modello New AG300T alla ditta Belga VanHool. I primi 5 hanno iniziato il loro servizio sulla linea costiera 11 nei primi giorni di giugno 2010. Nel 2012 è stato consegnato un sesto filosnodato Van Hool New AG300T.
Nel 2019, in seguito alla costruzione della linea filoviaria Metromare, furono ordinati 9 VanHool Exquicity 18T. La prima vettura fu consegnata nel giugno 2020, mentre la consegna delle altre ha subito ritardi a causa dell'emergenza COVID-19.
Rete filoviaria di Parma
La TEP ha acquistato, nel 2012, filosnodati  VanHool Exquicity 18T, impiegati sulla linea 5 (Via Orazio - Via Chiavari).
 Rete filoviaria di Roma 

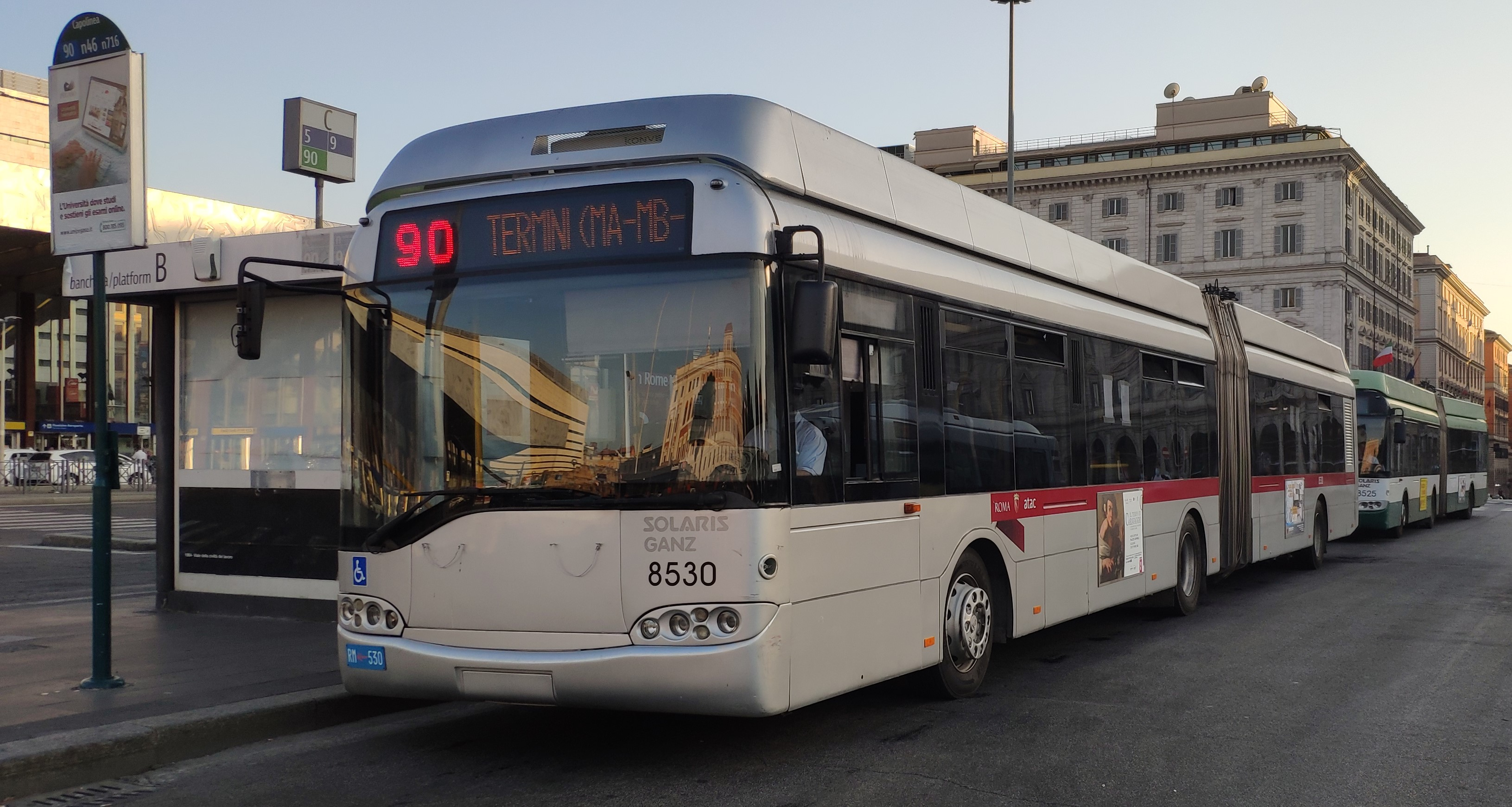
Solaris-Ganz Trollino: filosnodato dell'ATAC sulla linea 90 al capolinea della Stazione Termini.

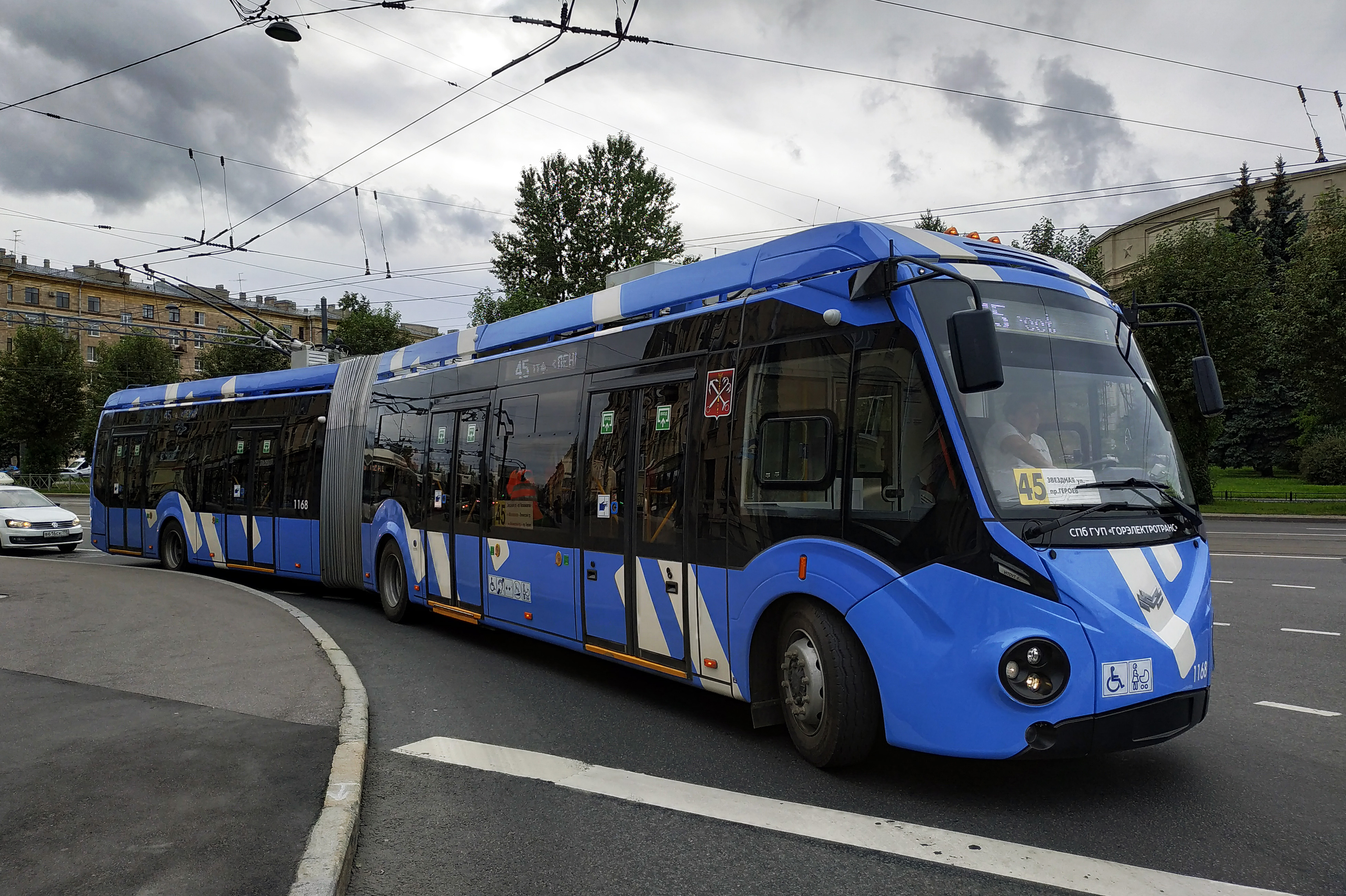
Nuovo filosnodato BKM-433 a San Pietroburgo.

L'ATAC ha nel suo parco aziendale 30 Solaris-Ganz Trollino (18m) e 45 BredaMenarinibus Avancity+HTB (18m), che svolgono servizio sulle linee 60, 74 e 90: dalla stazione i mezzi della linea 90 viaggiano a batterie fino al piazzale di Porta Pia, dove poco oltre, all'inizio della via Nomentana, si collegano al bifilare fino al secondo capolinea.

### Russia

#### Rete filoviaria di Mosca
Il sindaco di Mosca Sergey Sobianin ha chiuso totalmente la rete filoviaria di Mosca ad agosto 2020. Tutti i filobus incluso i veicoli articolati sono stati dismessi o regalati ad altre città della Russia.

#### Rete filoviaria di San Pietroburgo
L`operatore GET di San Pietroburgo ha acquistato 20 moderni filosnodati di ultima generazione BKM-433 di origine bielorussa che sono arrivati nel giugno 2020 al deposito n. 1 ed al deposito filotranviario (STTP). Questi 20 veicoli operano sulle linee 20, 31, 35, 37, 45.

### Bielorussia

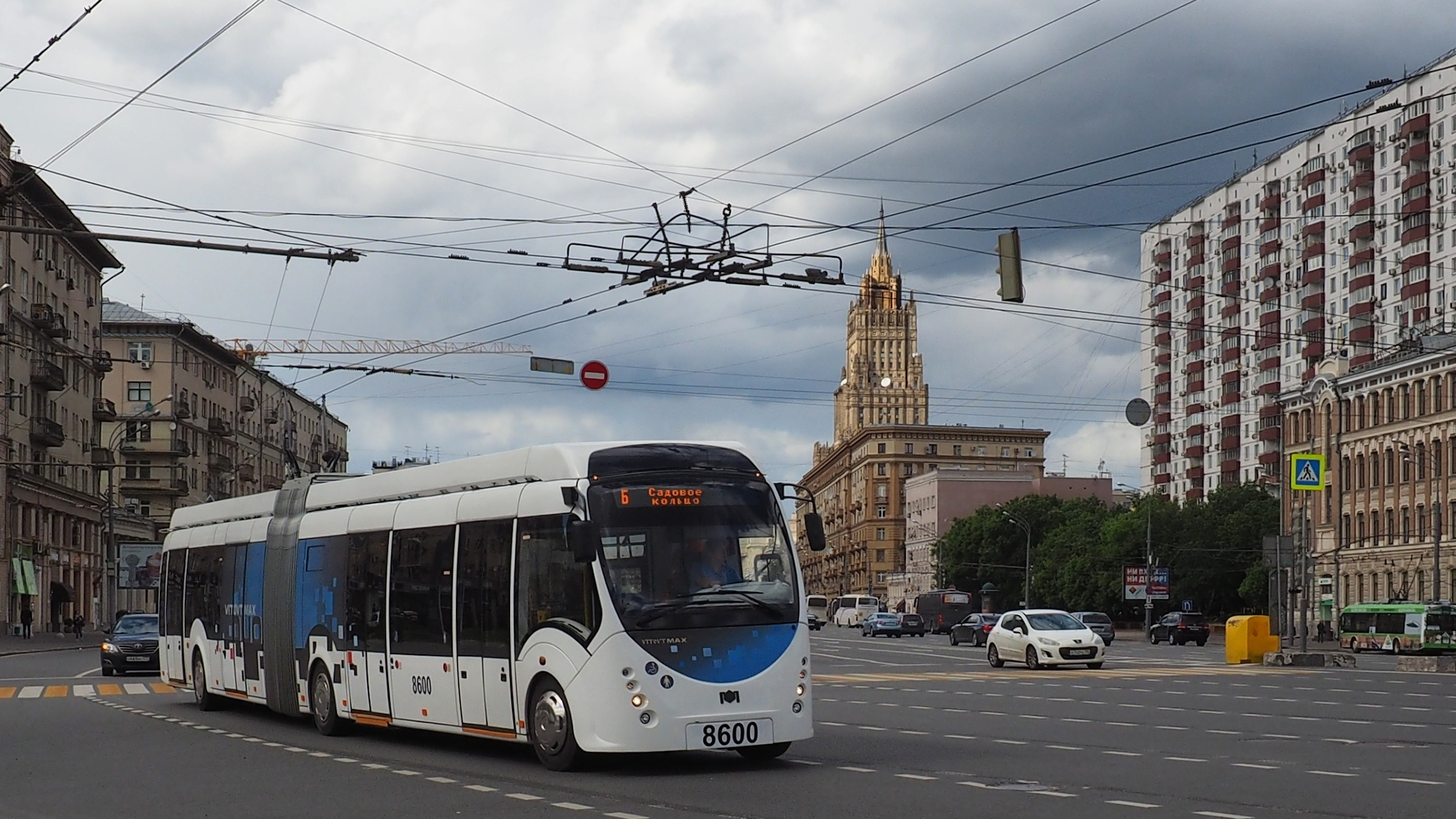
BKM-433 di Belkommunmaš - ha il nome commerciale di Vitovt Max.

#### Rete filoviaria di Minsk
L`operatore di trasporto pubblico principale Minsktrans opera con 126 filosnodati di modello BKM-333. Tra cui 125 mezzi sono del modello BKM-333.00 ed 1 filosnodato del modello BKM-333.05. I filosnodati sono arrivati nel periodo dal 2009 fino al 2015 (i filosnodati delle ultime consegne sono con il restyling).
La città di Minsk nel 2021 acquista 150 filobus e 50 sono filosnodati BKM-433.

#### Rete filoviaria di Vitebsk
Nell`anno 2020 l`operatore VOAT ha cominciato ad usare 2 filosnodati modernissimi BKM-433.00D (n. 221 e n. 222) con il percorso autonomo da 15 km. Dalla fine di giugno 2020 il terzo filosnodato autonomo (n. 223) ricostruito dal bus elettrico OC opera sulla linea 12.

### Ucraina

#### Rete filoviaria di Kiev
Nel 2020 Kiev ha acquistato 15 filosnodati Bogdan-T901.17 di origine ucraina. 

## Conservazione
L'ATM conserva nei suoi depositi alcuni filobus articolati Fiat 2472 Viberti CGE, uno dei quali ricarrozzato dalla Mauri (matricola ATM n. 583); inoltre, l'ATC di Bologna ha restaurato un Fiat 2405 Macchi CGE n. 1335 e lo ha collocato nel "Museo dei Trasporti" gestito dalla stessa azienda.

## Modelli di filosnodati
Sono descritte in apposite voci i seguenti modelli:
- FBW GTr51 SWS BBC
- Fiat 2472 Viberti CGE
- Irisbus Cristalis
- Solaris-Ganz Trollino
- Van Hool AG280T
- Škoda 15Tr
- ExquiCity
- Belkommunmaš BKM-333
- Belkommunmaš BKM-433
- Bogdan-T901
- MAZ-ETON-215T
- Trans-Alfa VMZ-62151